# M’Bala Nzola
M’Bala Nzola (* 18. August 1996 in Buco-Zau) ist ein angolanisch-französischer Fußballspieler, der aktuell als Leihgabe der AC Florenz beim Pisa Sporting Club in der Serie A spielt.

## Karriere

### Verein
Nzola spielte von 2010 bis 2014 in der Jugendakademie des ES Troyes AC. Im Mai 2014 kam er dort zudem zu einem Einsatz für die fünftklassige Reservemannschaft. Im anschließenden Sommer wechselte er nach Portugal zur Académica de Coimbra. Dort wurde er allerdings nur zweimal im Ligapokal eingesetzt, wobei er einmal traf. Nach einer Saison dort wechselte er zum portugiesischen Viertligisten Sertanense FC. Beim Viertligisten spielte er in der Saison 2015/16 25 Mal, wobei er sieben Tore schoss. Im Sommer 2016 wechselte Nzola zum italienischen Drittligisten Virtus Francavilla Calcio. Sein Profidebüt in der Serie C gab er am zweiten Spieltag der Saison 2016/17 bei einem 1:0-Sieg über die US Catanzaro 1929. Zwei Wochen später schoss er gegen die SS Akragas in der Liga auch schon sein erstes Tor auf Profiebene. Insgesamt schoss Nzola in jener Saison elf Tore und gab fünf Assists in 35 Ligaeinsätzen. Mit der Mannschaft scheiterte er in den Playoffs am Aufstieg in die Serie B.
Nach der Spielzeit wechselte er allerdings in jene Serie B zum FC Carpi. In der Spielzeit 2017/18 spielte er 14 Mal in der zweiten Liga Italiens und legte drei Tore auf.
Nach nur einer Saison wechselte er auf Leihbasis zurück in die Serie C zu Trapani Calcio. Der Vertrag beinhaltete eine Kaufpflicht im Falle des Aufstiegs Trapanis in die Serie B. 2018/19 spielte er 33 Mal in der Liga und konnte acht Tore schießen, wobei eines davon im letzten Spiel der Playoffs mit für die Aufstieg des Vereins in die Serie B sorgte. Dort spielte er in der Hinrunde 2019/20 zwölfmal, schoss ein Tor und gab zwei Vorlagen.
Für die Rückrunde der Saison wurde er ligaintern an Spezia Calcio verliehen. Bis zum Saisonende schoss Nzola sieben Tore in 21 Ligaspiele, inklusive Playoffs, und stieg mit Spezia in die Serie A auf. Nach Ablauf der Leihe wurde er von Spezia fest für drei Jahre verpflichtet. Sein Debüt in der höchsten italienischen Spielklasse gab er bei einem 2:2-Unentschieden gegen die AC Florenz am vierten Spieltag. Am siebten Spieltag konnte er gegen Benevento Calcio bei einem 3:0-Sieg seine ersten beiden Erstligatore erzielen. Mit elf Toren und drei Vorlagen in 25 Einsätzen war er Spezias bester Torschütze der Saison 2020/21. In der darauffolgenden Spielzeit 2021/22 spielte er 21 Mal in der Serie A und schoss zwei Tore. 2022/23 schoss er wettbewerbsübergreifend 15 Tore in 34 Partien. Da er mit Spezia punktgleich mit Hellas Verona auf dem 18. Platz stand, gab es ein Entscheidungsspiel, welches Spezia allerdings verlor.
Daraufhin wechselte er ablösefrei zum Erstligisten AC Florenz. Bei der Fiorentina spielte er 2023/24 in der Liga 33 Mal, wobei er drei Tore schoss und drei Treffer vorlegte. Zudem kam er mit seinem neuen Team mit drei Toren in neun Einsätzen in das Finale der UEFA Conference League, welches gegen Olympiakos Piräus verloren ging. Für die kommende Saison 2024/25 wechselte Nzola auf Leihbasis nach Frankreich zum RC Lens. Für Lens kam er auf insgesamt 24 Einsätze, davon einer für die Reservemannschaft.
Im August 2025 folgte eine weitere einjährige Leihe zum Serie-A-Aufsteiger Pisa Sporting Club.

### Nationalmannschaft
Am 25. März 2021 debütierte Nzola in der Afrika-Cup-Qualifikation gegen Gambia für die angolanische A-Nationalmannschaft, als er direkt in der Startelf stand. Sein erstes Länderspieltor schoss er im November desselben Jahres in der WM-Qualifikation gegen Ägypten. Anschließend wurde er nur sehr sporadische eingesetzt und nahm mit Angola noch nie an einem großen Turnier teil.

## Erfolge
Trapani Calcio
- Aufstieg in die Serie B: 2019

Spezia Calcio
- Aufstieg in die Serie A: 2020